# Ewa Głażewska
Ewa Głażewska – polska antropolog, dr hab. nauk humanistycznych, adiunkt Instytutu Kulturoznawstwa Wydziału Humanistycznego Uniwersytetu Marii Curie-Skłodowskiej.

## Życiorys
8 maja 2002 obroniła pracę doktorską pt. Kulturowa koncepcja płci w ujęciu Margaret Mead i jej kontynuacja w antropologii kulturowej, 7 października 2014 habilitowała się na podstawie pracy zatytułowanej Kuwada. Egzotyczny zwyczaj w nowej odsłonie.
Została zatrudniona na stanowisku adiunkta w Instytucie Kulturoznawstwa na Wydziale Humanistycznym Uniwersytetu Marii Curie-Skłodowskiej.

## Publikacje
- 2005: Płeć i antropologia. Kulturowa koncepcja płci w ujęciu Margaret Mead[1]
- 2012: Kompetencje międzykulturowe w komunikacji[1]
- 2014: Kuwada. Egzotyczny zwyczaj w nowej odsłonie[1]